# Santa Maria de Besora
Santa Maria de Besora è un comune spagnolo di 178 abitanti situato nella comunità autonoma della Catalogna.